# Михайло Фоменко
Михайло Иванович Фоменко (на украински: Михайло Іванович Фоменко) е украински футболист и треньор, настоящ старши треньор на националния отбор на Украйна.

## Кариера

### Футболна кариера
През 1970-те Фоменко е важна част от отбора на Динамо Киев, с който през 1975 печели турнира за КНК.

### Треньорска кариера
През 1979 завършва училище за треньори, след което е старши треньор на много отбори. В края на 1989 успява да класира втородивизионния Гурия Ланкхути в съветската елитна дивизия. През 1993, начело на Динамо Киев, печели дубъл в Украинската Премиер лига, и побеждава Барселона, в чийто тим тогава присъстват фигури като Йохан Кройф, Хосеп Гуардиола и Роналд Куман. През 2001 успява да класира ЦСКА Киев на финал за купата на страната. През декември 2012 застава начело на националния отбор на Украйна след отказите на Свен-Йоран Ериксон и Хари Реднап. Успява да класира отбора на баражите в квалификациите за световното първенство през 2014, но там отпада от Франция. Под негово ръководство отборът успява да се класира на Евро 2016.